# Kaczka (Tomaszów Mazowiecki)
Kaczka – północna część miasta Tomaszowa Mazowieckiego w województwie łódzkim, w powiecie tomaszowskim, położona na lewym brzegu Pilicy. Rozpościera się w rejonie ulicy Spalskiej.

## Historia
Podoba to dawna wieś włościańska i rządowa. W latach 1867–1954 należała do gminy Lubochnia w powiecie rawskim, początkowo w guberni piotrkowskiej, a od 1919 w woj. warszawskim. Tam 20 października 1933 weszła w skład gromady o nazwie Kaczka w gminie Lubochnia, składającej się ze wsi Kaczki, osady-gajówki Cygan, osady-gajówki Chrzemce, osady Łąki Bryńskie i osady Łąki Henrykowskie. 1 kwietnia 1939 wraz z resztą powiatu rawskiego została włączona do woj. łódzkiego.
Podczas II wojny światowej Kaczkę włączono do Generalnego Gubernatorstwa (dystrykt radomski, powiat tomaszowski), nadal w gminie Lubochnia. W 1943 roku liczyła 2842 mieszkańców, będąc największą wsią gminy i piątą największą miejscowością powiatu tomaszowskiego.
Po wojnie ponownie w województwie łódzkim i powiecie rawskim. 3 grudnia 1947 z gromady Kaczka wyłączono osady-gajówki Cygan i Chrzemce – włączając je do Luboszew, osadę Łąki Bryńskie – włączając ją do Brenicy i osadę Łąki Henrykowskie – włączając ją do Henrykowa. Rok później, 1 stycznia 1949, samą Kaczkę włączono do Tomaszowa Mazowieckiego.